# جوستوس ألبرت سميث
جوستوس ألبرت سميث هو سياسي كندي، ولد في 1896، وتوفي في 1971. انتخب عضو برلمان مقاطعة أونتاريو ‏.